# Ludo Giels
Ludo Giels (Oostham, 29 november 1931) is een Vlaams beeldhouwer en assemblage-kunstenaar. 

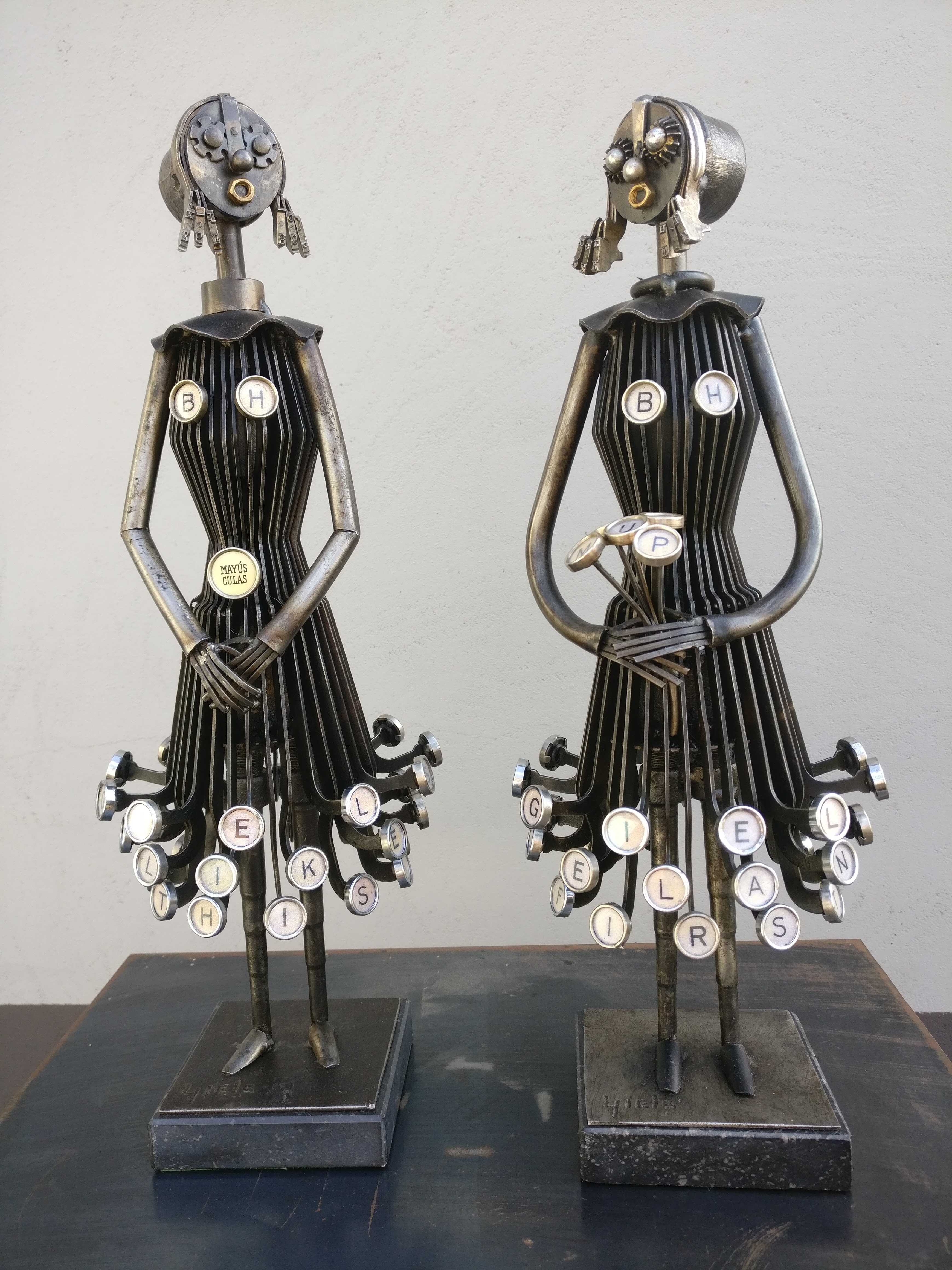
Ludo Giels: 2 assemblages van typemachines

## Leven en werk
Na zijn opleiding schilder- en beeldhouwkunst aan de Academie voor Schone Kunsten te Berchem, maakte Giels in 1968 kennis met de techniek van het assembleren. 
Hij ontwikkelde vervolgens een eigen stijl, waarbij allerlei afgedankte gebruiksvoorwerpen, zoals wafelijzers, fietsonderdelen en typemachines, worden verwerkt tot menselijke of dierlijke figuren.  Niet zelden worden hier bijkomend enkele bronzen replica's van gegoten. 
Sinds 1997 vervaardigt hij ook assemblages waarin hij gebruikmaakt van op de linker Scheldeoever gevonden wrakstukken van CBR 81, een in 1953 vergaan vrachtschip.
Giels woont sinds 1975 in Beveren-Waas waar hij ook zijn atelier heeft. In 2010 exposeerde hij bij Galerie Malpertuis te Kwaremont.